# Kwaluseni
Kwaluseni é uma cidade e inkhundla do Essuatíni, localizada no distrito de Manzini.
É um dos maiores centros educacionais do país, pois sedia a Universidade de Essuatíni (UNESWA), a maior e mais prestigiosa da nação. Está sediado na cidade também o Instituto Gwamile de Treinamento Vocacional e Comercial, uma instituição de ensino superior privada.